# فرسکو

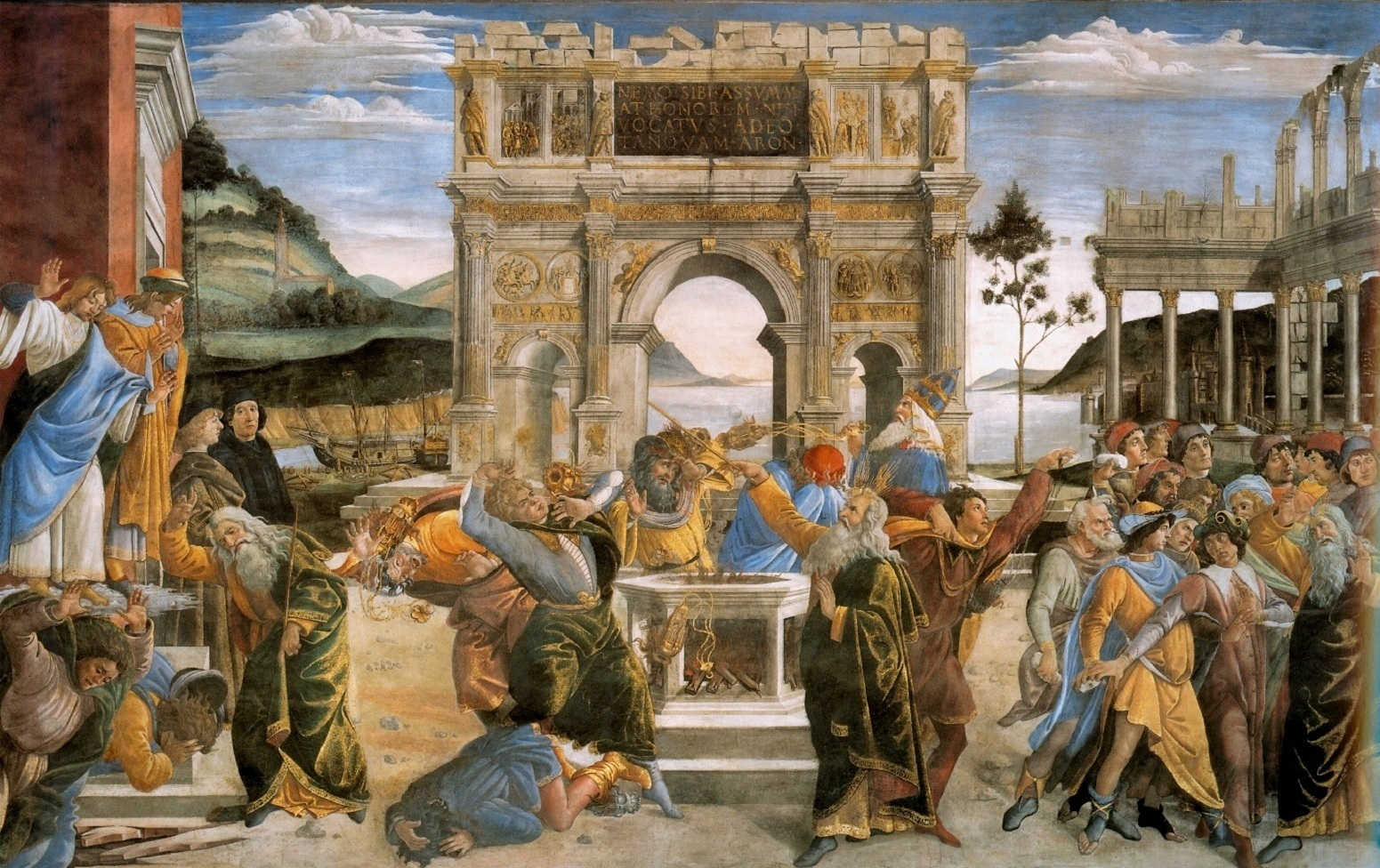
مجازات قارون و سنگسار موسی و هارون، اثر ساندرو بوتیچلی. این فرسکو در واتیکان قرار دارد.

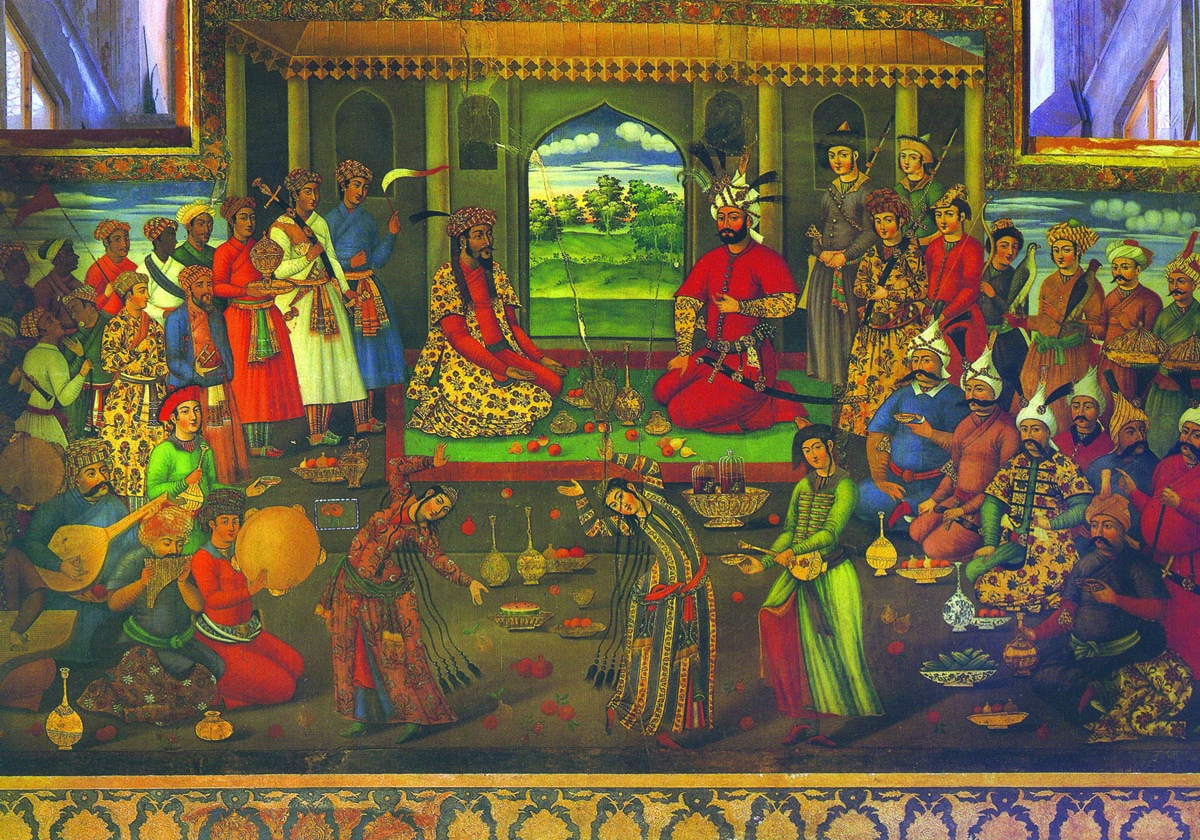
یک دیوارنگارهٔ فرسکو در عمارت چهل‌ستون اصفهان.

فرِسْکو (به انگلیسی: fresco) یا فرسک (به فرانسوی: fresque) یا دیوارنگاره واژه‌ای است که برای اشاره به چندین شیوهٔ نقاشی-مرتبط با هم- بر روی گچ، دیوار یا سقف به‌کار می‌رود. واژهٔ فرسکو ریشه در لغت ایتالیایی فرسکو-به معنی تَر و تازگی- دارد. شیوهٔ نقاشی فرسکو اغلب در دورهٔ رنسانس و دوران هنری پیش از آن استفاده می‌شده‌است.

## انواع

### بون فرسکو[۳]

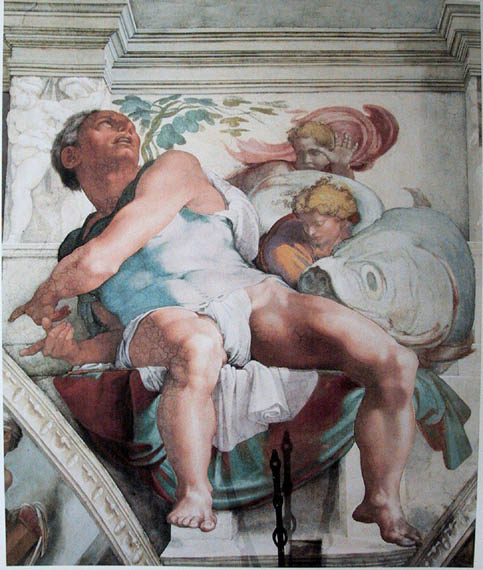
فرسکوی یونس پیامبر اثر میکل‌آنژ در کلیسای سیستین در واتیکان (۱۴۷۱–۱۴۸۴)

در این روش، نقاشی با استفاده از مخلوط پودر رنگ و آب بر روی یک لایهٔ کم ضخامت مرطوب ملات آهک یا گچ که به آن اینتوناکو گفته می‌شود، اجرا می‌شود. به‌خاطر خواص شیمیایی گچ، افرودن ماده‌ای دیگر جهت حفظ انسجام رنگ بر روی سطح، لزومی ندارد. پودر رنگ به‌تنهایی در ترکیب با آب، روی اینتوناکو می‌نشیند و مرطوب بودن اینتوناکو، از ریزش رنگ جلوگیری می‌کند. پودر رنگ توسط گچ مرطوب جذب می‌شود و پس از چند ساعت، گچ خشک می‌شود و با هوا واکنش نشان می‌دهد: این واکنش باعث می‌شود ذرات پودر رنگ در گچ به ثبات برسند و پس از خشک شدن سطح، رنگ پوسته نشود. یکی از اولین هنرمندان بون فرسکو، نقاش گوتیک ایتالیایی آیزاک مَستر بود که در کلیسای سن فرانچسکوی شهر اَسیزی از این تکنیک استفاده کرد.
در تکنیک بون فرسکو به لایهٔ زبر زیرین آریچو گفته می‌شود که پس از اتمام کار، سطح آن در زیر اینتوناکو ناپدید می‌شود. بسیاری از هنرمندان اولیهٔ فرسکو، طرح ابتدایی را با گونه‌ای رنگ اخری به‌نام سینوپیا روی آریچو ثبت می‌کردند. بعدها تکنیک‌های پیشرفته‌تری برای انتقال طرح از کاغذ به روی دیوار ابداع شدند. در یک شیوهٔ متداول طرح را روی کاغذ رسم می‌کردند، سپس در امتداد تمام خطوط تشکیل‌دهندهٔ طرح-با وسیله‌ای نوک‌تیز- سوراخ‌های ریزی ایجاد می‌کردند. کاغذ پانچ‌شده در محلی که قرار بود نقاشی در آن‌جا خلق شود نصب می‌شد و با مالیدن یا کوبیدن کیسهٔ حاوی دوده طرح را از میان سوراخ‌ها، روی سطح آریچو منتقل می‌کردند.
بون فرسکو به دلیل این‌که سطح گچی در زمان کار باید مرطوب می‌بود جزو تکنیک‌های دشوار نقاشی به‌شمار می‌آمد. معمولاً ۱۰ الی ۱۲ ساعت زمان لازم بود تا سطح مرطوب کاملاً خشک شود. برای به‌دست آمدن نتیجهٔ مطلوب بهتر بود که نقاش ۱ ساعت پس از ساخت لایهٔ مرطوب، نقاشی روی آن را آغاز کند و ۲ ساعت پیش از خشک شدن سطح، کارش را به پایان برساند. یعنی او باید در ۷ الی ۹ ساعت کار پیوسته، اثرش را به اتمام می‌رساند. به این دورهٔ زمانی که کار مفید هنرمند طی آن انجام می‌شد جورناتا (به ایتالیایی: giornata) می‌گفتند.
هنرمندان در هر جورناتا در بخشی از سطح اثر، که حدس می‌زدند توانایی اتمام آن بخش را در زمان محدود دارند، لایهٔ اینتوناکو را می‌افزودند. وسعت این بخش ممکن بود محدود به اندازه‌ای یک فیگور یا منظره‌ای باشد که قرار بود در آن قسمت نقش ببندد و در بیشتر موارد، کارشان را از بالای اثر آغاز می‌کردند. در پایان هر جورناتا و زمانی که سطح کارشونده خشک می‌شد، امکان ادامهٔ کار با تکنیک بون فرسکو وجود نداشت. در این حالت لایهٔ اینتوناکوی نقاشی نشده باید از سطح اثر زدوده می‌شد تا سطح، برای ادامهٔ کار در روز بعد آماده باشد. اگر در این مورد اشتباهی از هنرمند سر می‌زد ممکن بود مجبور شود تمام سطح اثر را بتراشد و دوباره اجرا کند یا اینکه بعداً با فرسکوی خُشک آن بخش را ترمیم کند.

### اِ سِکّو

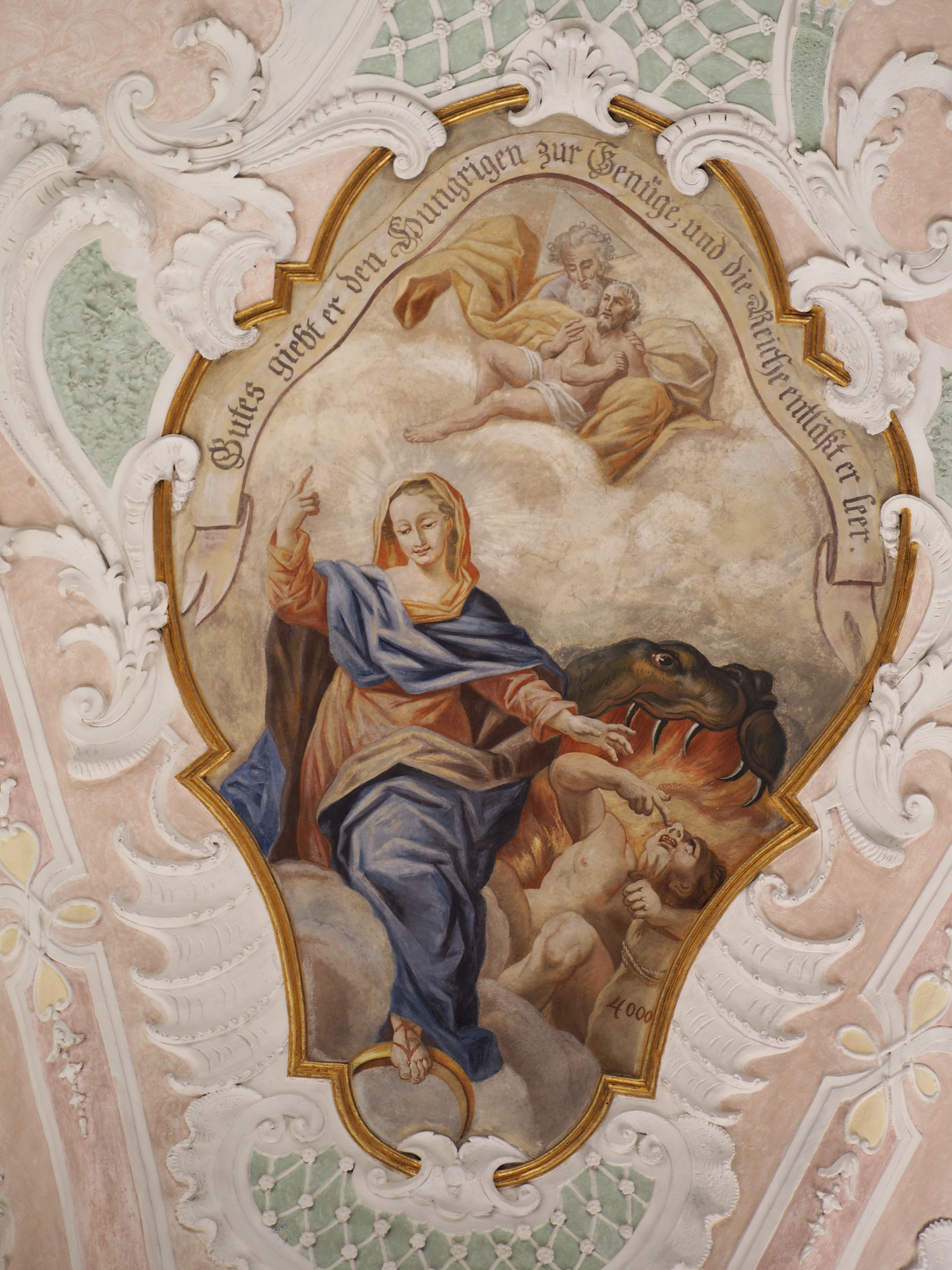
یک نقاشی فرسکو در بایرن آلمان

فرسکوی خُشک، اِ سِکّو یا فرسکو-سِکّو (به ایتالیایی: Fresco-secco) روش دوم و در تضاد با شیوهٔ بون فرسکو است. واژهٔ سِکّو در زبان ایتالیایی به معنی خُشک است و تکنیک فرسکو-سِکّو برخلاف بون فرسکو روی سطح خُشک اجرا می‌شود. در این روش برای این‌که رنگ بر روی سطح خُشک بنشیند پودر رنگ را با موادی مثل زردهٔ تخم مرغ (شیوهٔ تِمْپْرا)، چسب یا روغن مخلوط می‌کنند تا بر روی سطح خشک پایدار بماند. نباید از یاد برد که اِ سِکّویی که روی یک سطح خام انجام شود، از اِ سِکّویی که روی سطح قبلاً نقاشی‌شده به شیوهٔ بون فرسکو اجرا می‌شود، متفاوت هستند. معمولاً دوام نقاشی‌های بون فرسکو از اِ سِکّویی که بعداً روی آن‌ها اضافه شده بیشتر است. این به آن خاطر است که سطوح زبر برای اجرای تکنیک فرسکوی خشک مناسب هستند در صورتی‌که سطح یک اثر بون فرسکو-که قرار است فرسکوی خشک روی آن اجرا شود- معمولاً صاف و صیقلی‌ست.
اِ سِکّو بیشتر به قصد ایجاد برخی تغییرات جزئی، انجام ریزه‌کاری‌ها یا نهایی کردن یک اثر بون فرسکو روی آن انجام می‌شود و البته به‌این‌خاطر که در بون فرسکو همهٔ رنگ‌ها جلوهٔ شایسته‌ای را که باید داشته باشند، ندارند. دلیل‌اش این است که در بون فرسکو فقط بعضی از رنگ‌دانه‌ها می‌توانند در محیط به‌شدت قلیایی سطح مرطوب آهکی/گچی واکنش انجام دهند. آبی یکی از رنگ‌هایی است که این مشکل را دارد و معمولاً رنگ آبی آسمان یا جامه‌ها برای این‌که جلوهٔ مناسبی داشته‌باشند با تکنیک اِ سِکّو افزوده می‌شوند. در حال حاضر بیشتر نمونه‌های اولیهٔ فرسکوی خشک، تقریباً محو شده یا از بین رفته‌اند، اگرچه اجرای فرسکوی خشک بر روی یک سطح زبر می‌تواند آن اثر را ماندگارتر کند ولی به هر حال شرایط محیطی (مانند رطوبت)، تأثیر ناخوشایندی بر نقاشی‌های اجرا شده با این تکنیک دارد و دوام آثار بون فرسکو بیش از آن‌هاست.
اجرای فرسکوهای عظیم مانند آثاری که در قطع دیواری اجرا می‌شدند، ممکن بود به‌اندازهٔ ۱۰ الی ۲۰ جورناتا-و یا حتی بیشتر- طول بکشد یا این‌که جدا از هم و بر روی چندین سطح گچی اجرا می‌شدند و از در کنار هم قرار گرفتن‌شان، دیواری یک‌پارچه ایجاد می‌شد. پس از گذشت قرن‌های متمادی مرز بین این جورناتاها (که تابه‌حال نامرئی بودند) در بعضی جاها به چشم می‌آیند. در بعضی فرسکوهای قطع بزرگ، مرز پدیدار شده بین بخش‌های مختلف اثر به قدری واضح هستند که از دید بیننده‌ای که هم سطح زمین ایستاده‌است هم مخفی نمی‌مانند. این مرزها که در زمان خلق اثر با تکنیک فرسکوی خشک پوشانده شده‌بودند، با گذر زمان و بر اثر ناپایداری قسمت‌هایی که به‌روش اِ سِکّو کار شده‌بودند خود را نشان می‌دهند.

### متزو فرسکو

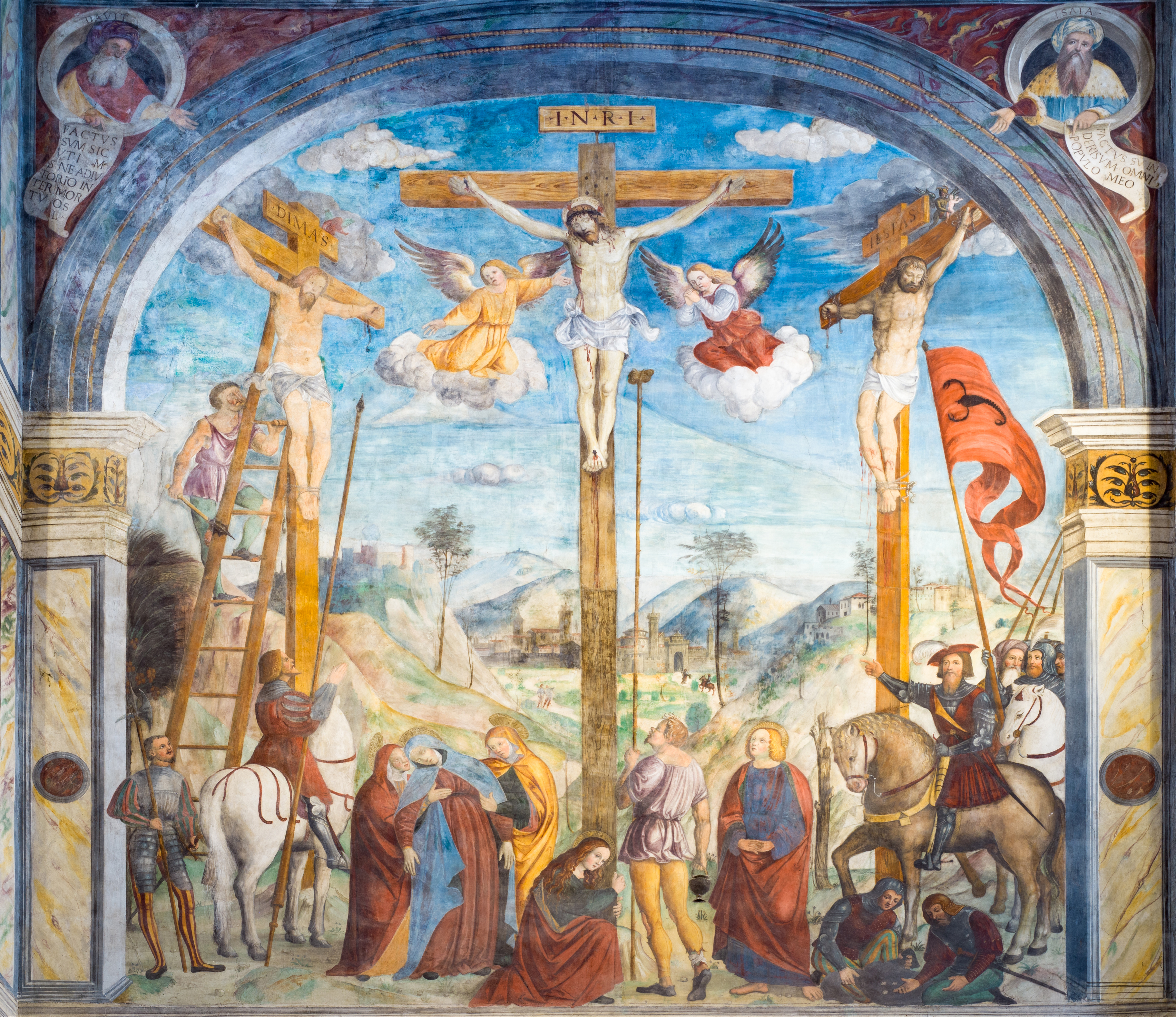
نگاره‌ای از فرسکوی تصلیب عیسی، اثر فلوریانو فرامولا بر دیوار صومعهٔ سنت جیولیا در برشا، ایتالیا.

تکنیک سوم متزو فرسکو نام دارد که روی سطح گچی‌ای که تا حدودی خشک شده‌است اجرا می‌شود. در این‌حالت رنگدانه‌ها به خاطر مرطوب نبودن کامل سطح، بسیار کم‌تر از شیوهٔ بون فرسکو در داخل گچ نفوذ می‌کنند و بیشتر در سطح باقی می‌مانند.